# Hà Tĩnh (thành phố)
Hà Tĩnh là thành phố tỉnh lỵ cũ của tỉnh Hà Tĩnh, Việt Nam.

## Địa lý

### Vị trí địa lý
Thành phố Hà Tĩnh ở vị trí từ 18°B đến 18°24'B, 105°53'Đ đến 105°56'Đ, nằm giữa sông Cày và sông Rào Cái, nằm về phía nam Cửa Sót.
Thành phố cách Vịnh Bắc Bộ 5 km về phía tây, cách thủ đô Hà Nội 351 km về phía Nam, cách thành phố Đồng Hới 152 km về phía Nam, cách thị xã Hồng Lĩnh 36 km về phía Nam, cách Thành phố Hồ Chí Minh 1362 km về phía Bắc, cách thành phố Vinh 50 km về phía Nam và cách thành phố Huế 317 km về phía Bắc.

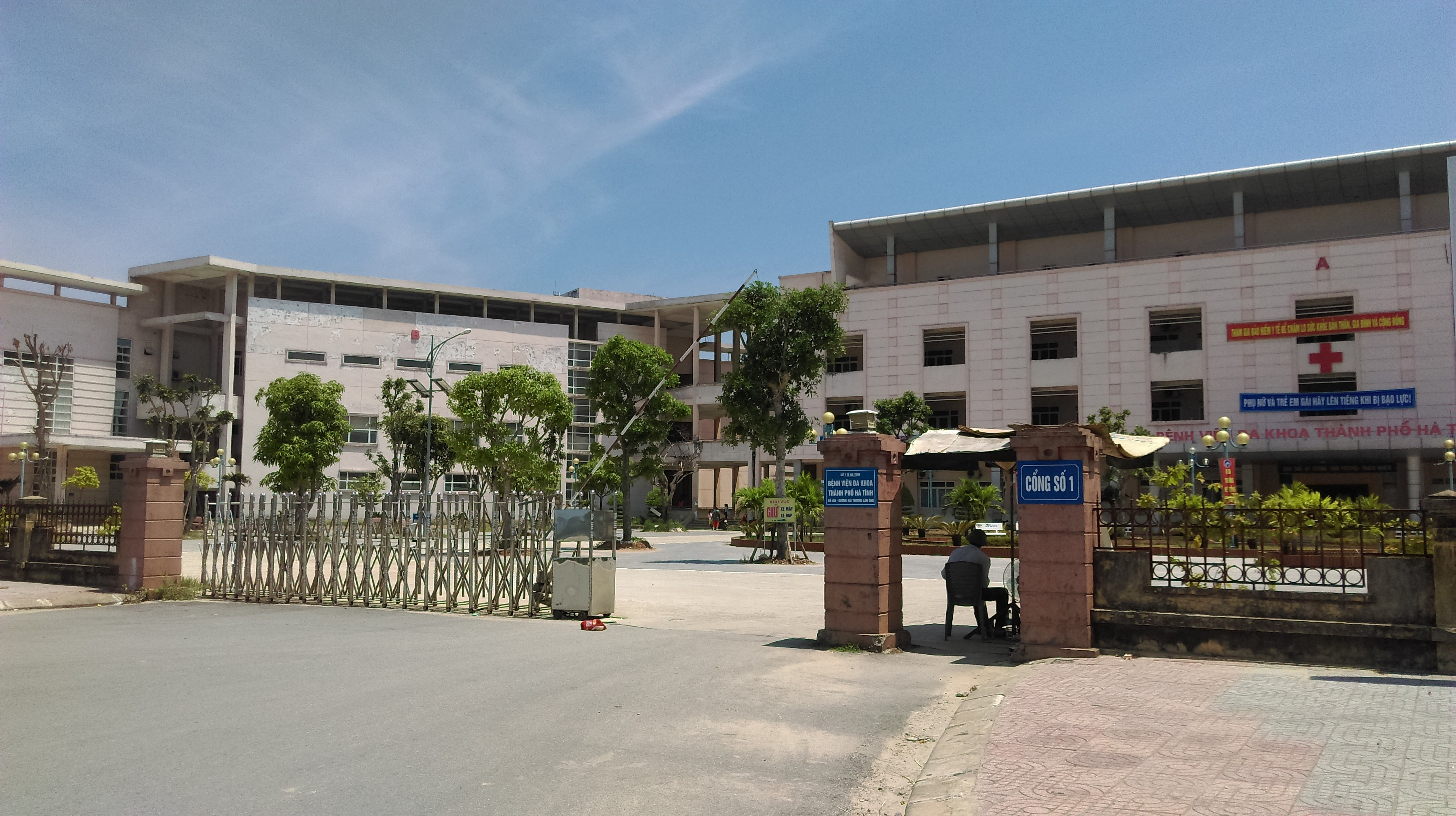
Bệnh viện Đa khoa thành phố Hà Tĩnh

Thành phố Hà Tĩnh nằm ở trung tâm miền đông Hà Tĩnh, trên vùng đồng bằng Nghệ Tĩnh. Địa giới hành chính của thành phố:
- Phía bắc và phía tây giáp huyện Thạch Hà
- Phía nam giáp huyện Cẩm Xuyên
- Phía đông giáp vịnh Bắc Bộ.

Quốc lộ 1 đi qua địa bàn thành phố theo hướng tây bắc - đông nam. Hà Tĩnh là thành phố tỉnh lỵ duy nhất ở vùng Bắc Trung Bộ không có đường sắt Bắc Nam đi qua, do tuyến đường sắt đoạn qua địa bàn tỉnh Hà Tĩnh chủ yếu chạy dọc theo quốc lộ 15 qua các địa phương miền núi của tỉnh.

### Khí hậu
| Dữ liệu khí hậu của Hà Tĩnh                                  | Dữ liệu khí hậu của Hà Tĩnh | Dữ liệu khí hậu của Hà Tĩnh | Dữ liệu khí hậu của Hà Tĩnh | Dữ liệu khí hậu của Hà Tĩnh | Dữ liệu khí hậu của Hà Tĩnh | Dữ liệu khí hậu của Hà Tĩnh | Dữ liệu khí hậu của Hà Tĩnh | Dữ liệu khí hậu của Hà Tĩnh | Dữ liệu khí hậu của Hà Tĩnh | Dữ liệu khí hậu của Hà Tĩnh | Dữ liệu khí hậu của Hà Tĩnh | Dữ liệu khí hậu của Hà Tĩnh | Dữ liệu khí hậu của Hà Tĩnh |
| Tháng                                                        | 1                           | 2                           | 3                           | 4                           | 5                           | 6                           | 7                           | 8                           | 9                           | 10                          | 11                          | 12                          | Năm                         |
| ------------------------------------------------------------ | --------------------------- | --------------------------- | --------------------------- | --------------------------- | --------------------------- | --------------------------- | --------------------------- | --------------------------- | --------------------------- | --------------------------- | --------------------------- | --------------------------- | --------------------------- |
| Cao kỉ lục °C (°F)                                           | 32.4 (90.3)                 | 35.8 (96.4)                 | 38.1 (100.6)                | 39.9 (103.8)                | 40.2 (104.4)                | 40.1 (104.2)                | 39.9 (103.8)                | 39.7 (103.5)                | 38.0 (100.4)                | 35.2 (95.4)                 | 33.4 (92.1)                 | 29.8 (85.6)                 | 40.2 (104.4)                |
| Trung bình ngày tối đa °C (°F)                               | 20.6 (69.1)                 | 20.8 (69.4)                 | 23.8 (74.8)                 | 28.2 (82.8)                 | 32.2 (90.0)                 | 33.7 (92.7)                 | 34.3 (93.7)                 | 33.1 (91.6)                 | 30.6 (87.1)                 | 27.6 (81.7)                 | 24.5 (76.1)                 | 21.7 (71.1)                 | 27.6 (81.7)                 |
| Trung bình ngày °C (°F)                                      | 18.6 (65.5)                 | 19.1 (66.4)                 | 21.2 (70.2)                 | 24.3 (75.7)                 | 27.8 (82.0)                 | 29.7 (85.5)                 | 30.2 (86.4)                 | 28.9 (84.0)                 | 27.1 (80.8)                 | 24.3 (75.7)                 | 21.8 (71.2)                 | 18.3 (64.9)                 | 24.3 (75.7)                 |
| Tối thiểu trung bình ngày °C (°F)                            | 15.6 (60.1)                 | 16.5 (61.7)                 | 18.7 (65.7)                 | 21.9 (71.4)                 | 24.5 (76.1)                 | 26.0 (78.8)                 | 26.1 (79.0)                 | 25.6 (78.1)                 | 24.2 (75.6)                 | 22.0 (71.6)                 | 19.3 (66.7)                 | 16.4 (61.5)                 | 21.4 (70.5)                 |
| Thấp kỉ lục °C (°F)                                          | 5.6 (42.1)                  | 8.0 (46.4)                  | 8.2 (46.8)                  | 13.3 (55.9)                 | 17.3 (63.1)                 | 19.5 (67.1)                 | 22.0 (71.6)                 | 22.3 (72.1)                 | 17.0 (62.6)                 | 15.1 (59.2)                 | 11.3 (52.3)                 | 6.8 (44.2)                  | 5.6 (42.1)                  |
| Lượng Giáng thủy trung bình mm (inches)                      | 97 (3.8)                    | 64 (2.5)                    | 54 (2.1)                    | 74 (2.9)                    | 143 (5.6)                   | 144 (5.7)                   | 112 (4.4)                   | 225 (8.9)                   | 532 (20.9)                  | 765 (30.1)                  | 319 (12.6)                  | 162 (6.4)                   | 2.690 (105.9)               |
| Số ngày giáng thủy trung bình                                | 14.6                        | 15.8                        | 14.9                        | 11.3                        | 11.1                        | 8.9                         | 7.2                         | 11.5                        | 14.9                        | 18.4                        | 16.4                        | 13.6                        | 158.5                       |
| Độ ẩm tương đối trung bình (%)                               | 91.0                        | 92.9                        | 91.8                        | 88.3                        | 81.7                        | 76.8                        | 73.9                        | 79.7                        | 86.5                        | 88.7                        | 88.5                        | 88.2                        | 85.7                        |
| Số giờ nắng trung bình tháng                                 | 77                          | 50                          | 76                          | 137                         | 219                         | 206                         | 233                         | 193                         | 161                         | 135                         | 95                          | 82                          | 1.664                       |
| Nguồn: Vietnam Institute for Building Science and Technology |                             |                             |                             |                             |                             |                             |                             |                             |                             |                             |                             |                             |                             |

## Hành chính
Thành phố Hà Tĩnh có 27 đơn vị hành chính cấp xã trực thuộc gồm 12 phường: Bắc Hà, Đại Nài, Đồng Môn, Hà Huy Tập, Nam Hà, Tân Giang, Thạch Hạ, Thạch Hưng, Thạch Quý, Thạch Trung, Trần Phú, Văn Yên và 15 xã: Cẩm Bình, Cẩm Vịnh, Đỉnh Bàn, Hộ Độ, Tân Lâm Hương, Thạch Bình, Thạch Đài, Thạch Hải, Thạch Hội, Thạch Khê, Thạch Lạc, Thạch Thắng, Thạch Trị, Thạch Văn, Tượng Sơn.

## Lịch sử
Địa bàn thành phố Hà Tĩnh ngày nay vào thời kỳ Bách Việt thuộc Vương quốc Việt Thường, sau đó thuộc về Vương quốc Văn Lang rồi Âu Lạc.
Thời Nhà Triệu thuộc Quận Cửu Chân.
Thời Bắc thuộc nằm trong châu Phúc Lộc.
Nhà Tiền Lê (980–1008) thuộc châu Thạch Hà.
Năm 1025, thuộc trại Định Phiên (nhà Lý).
Từ năm 1226 đến năm 1407 thuộc châu Nhật Nam (Nhà Trần – Hồ).
Trong giai đoạn 1407–1427 là đất huyện Bàn Thạch, châu Nam Tĩnh (Kỷ thuộc Minh).
Năm 1469, vua Lê Thánh Tông định bản đồ đất nước cho đến đầu đời Nguyễn là đất Thạch Hà, phủ Hà Hoa, thừa tuyên Nghệ An.
Năm 1831, vua Minh Mạng nhà Nguyễn chia trấn Nghệ An thành 2 tỉnh: Nghệ An (phía bắc sông Lam) và Hà Tĩnh (phía nam sông Lam). Khi đó xã Trung Tết, huyện Thạch Hà, phủ Hà Hoa, được chọn làm nơi đặt trụ sở tỉnh lỵ tỉnh Hà Tĩnh.
Tháng 2 năm 1886, Pháp nổ súng chiếm Thành Sen.
Ngày 3 tháng 7 năm 1924, Toàn quyền Đông Dương ban hành Nghị định về việc thành lập thị xã Hà Tĩnh. Ngoài 4 xã mới sáp nhập năm 1920 là: Đông Quế, Xã Tắc, Trung Hậu, Tiền Bạt, nội thị chia làm 8 khu phố: Tịnh Trung, Hoàn Thị, Tiền Môn, Hậu Môn, Tả Môn, Hữu Môn, Tân Giang, Nam Ngạn.
Năm 1942, thị xã Hà Tĩnh là tỉnh lỵ với diện tích 247 ha và 4.400 dân.
Năm 1946, thị xã Hà Tĩnh được nâng lên thành đơn vị hành chính ngang huyện, thuộc tỉnh. Diện tích 1,2 km² và dân số khoảng dưới 5.000 người.
Trong giai đoạn 1946–1957, thị xã Hà Tĩnh không thuộc tỉnh và chỉ là một đơn vị hành chính ngang xã, thuộc huyện Thạch Hà.
Năm 1958, thị xã trở lại là đơn vị hành chính thuộc tỉnh, nhưng cũng chỉ là một đơn vị cơ sở ngang xã.
Năm 1960, thị xã Hà Tĩnh được công nhận là đơn vị hành chính tương đương cấp huyện.

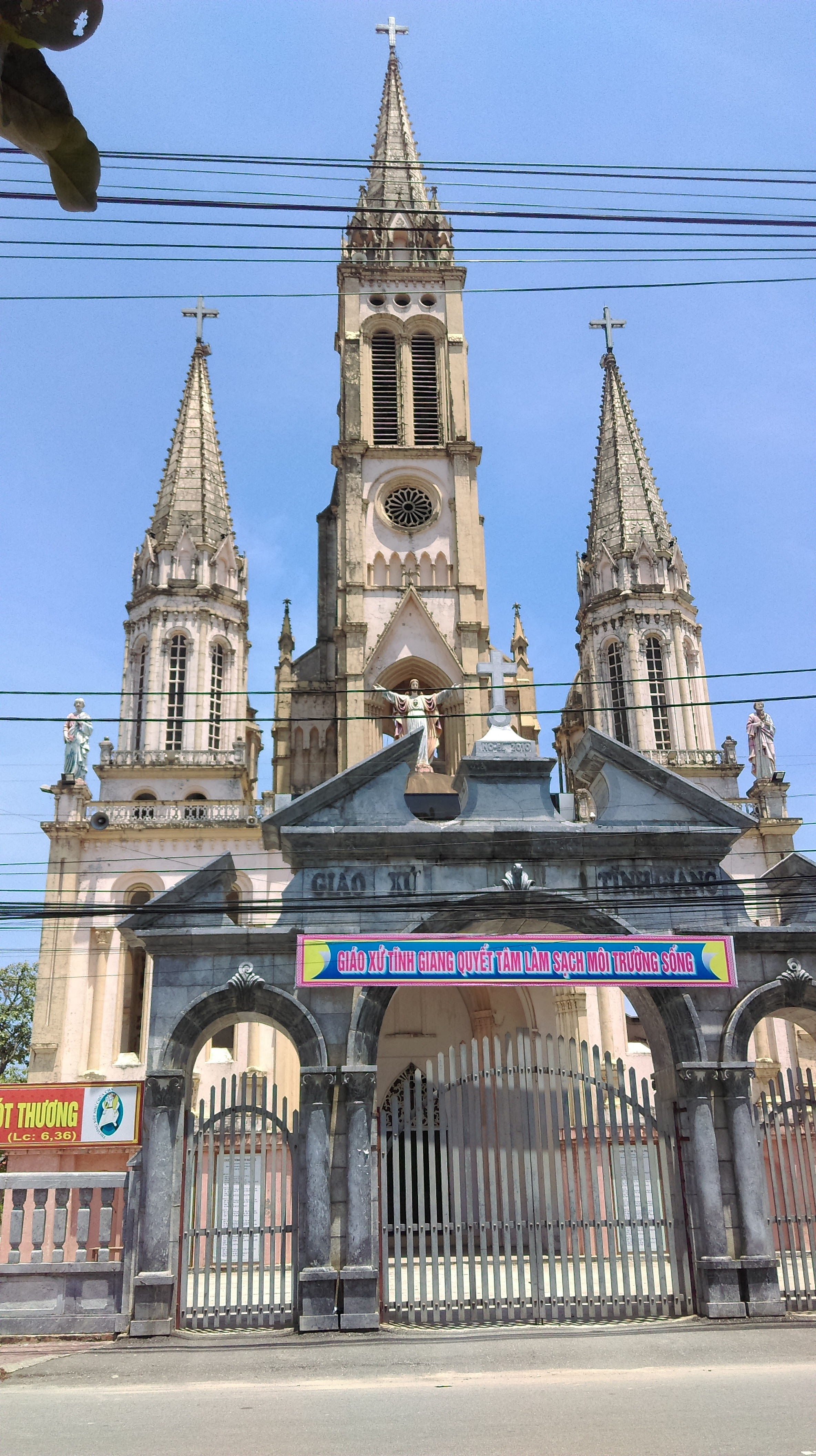
Nhà thờ Giáo xứ Tĩnh Giang, phường Tân Giang.

Năm 1975, thị xã vừa làm chức năng cấp huyện, vừa làm chức năng cơ sở, trực tiếp quản lý hai tiểu khu Bắc Hà, Nam Hà.
Trong giai đoạn 1976–1991, thị xã Hà Tĩnh là một đơn vị hành chính thuộc tỉnh Nghệ Tĩnh.
Tháng 9 năm 1989, sáp nhập 6 xã: Đại Nài, Thạch Linh, Thạch Phú, Thạch Quý, Thạch Trung và Thạch Yên thuộc huyện Thạch Hà vào thị xã Hà Tĩnh.
Năm 1991, thị xã Hà Tĩnh là tỉnh lỵ của tỉnh Hà Tĩnh mới tái lập.
Ngày 23 tháng 12 năm 1993, Chính phủ ban hành Nghị định số 101-CP. Theo đó:
- Thành lập phường Tân Giang trên cơ sở điều chỉnh một phần diện tích tự nhiên và nhân khẩu của 2 phường: Bắc Hà, Nam Hà và xã Thạch Quý.
- Thành lập phường Trần Phú trên cơ sở điều chỉnh một phần diện tích tự nhiên và dân số của phường Bắc Hà và 2 xã: Thạch Linh, Thạnh Quý.

Ngày 2 tháng 1 năm 2004, Chính phủ ban hành Nghị định số 09/2004/NĐ-CP về việc:
- Chuyển 2.553,24 ha diện tích tự nhiên và 16.976 nhân khẩu (gồm toàn bộ 5 xã: Thạch Hạ, Thạch Môn, Thạch Đồng, Thạch Hưng, Thạch Bình) thuộc huyện Thạch Hà về thị xã Hà Tĩnh quản lý.
- Thành lập phường Hà Huy Tập trên cơ sở toàn bộ diện tích tự nhiên và dân số của xã Thạch Phú.
- Thành lập phường Đại Nài trên cơ sở toàn bộ diện tích tự nhiên và dân số của xã Đại Nài.

Thị xã Hà Tĩnh có 5.618,62 ha diện tích tự nhiên và 77.306 nhân khẩu với 15 đơn vị hành chính cấp xã trực thuộc, bao gồm 6 phường: Bắc Hà, Nam Hà, Trần Phú, Tân Giang, Hà Huy Tập, Đại Nài và 9 xã: Thạch Linh, Thạch Trung, Thạch Quý, Thạch Yên, Thạch Hạ, Thạch Môn, Thạch Đồng, Thạch Hưng, Thạch Bình.
Ngày 19 tháng 7 năm 2006, Bộ Xây dựng ban hành Quyết định số 1048/QĐ-BXD về việc công nhận thị xã Hà Tĩnh là đô thị loại III.
Ngày 7 tháng 2 năm 2007, Chính phủ ban hành Nghị định số 20/2007/NĐ-CP về việc:
- Thành lập phường Nguyễn Du trên cơ sở một phần của các phường Bắc Hà, Trần Phú và các xã: Thạch Linh, Thạch Quý, Thạch Trung.
- Thành lập phường Văn Yên trên cơ sở toàn bộ xã Thạch Yên, một phần của phường Tân Giang và một phần của xã Thạch Quý.
- Thành lập phường Thạch Quý trên cơ sở phần còn lại của xã Thạch Quý.
- Thành lập phường Thạch Linh trên cơ sở phần còn lại của xã Thạch Linh.

Thị xã Hà Tĩnh có 16 đơn vị hành chính cấp xã trực thuộc, bao gồm 10 phường: Bắc Hà, Đại Nài, Hà Huy Tập, Nam Hà, Nguyễn Du, Tân Giang, Thạch Linh, Thạch Quý, Trần Phú, Văn Yên và 6 xã: Thạch Bình, Thạch Đồng, Thạch Hạ, Thạch Hưng, Thạch Môn, Thạch Trung với 5.632,64 ha diện tích tự nhiên và 112.710 nhân khẩu.
Ngày 28 tháng 5 năm 2007, Thủ tướng Chính phủ ban hành Nghị định số 89/2007/NĐ-CP về việc thành lập thành phố Hà Tĩnh trên cơ sở toàn bộ diện tích tự nhiên, dân số và các đơn vị hành chính trực thuộc của thị xã Hà Tĩnh.
Thành phố Hà Tĩnh có 16 đơn vị hành chính cấp xã, bao gồm 10 phường và 6 xã với 5.632 ha diện tích tự nhiên và 117.546 nhân khẩu.
Ngày 13 tháng 2 năm 2019, Thủ tướng Chính phủ ban hành Quyết định số 175/QĐ-TTg về việc công nhận thành phố Hà Tĩnh là đô thị loại II thuộc tỉnh Hà Tĩnh.
Ngày 21 tháng 11 năm 2019, Ủy ban Thường vụ Quốc hội ban hành Nghị quyết số 819/NQ-UBTVQH14 về việc sắp xếp các đơn vị hành chính cấp xã thuộc tỉnh Hà Tĩnh giai đoạn 2019 – 2021 (nghị quyết có hiệu lực từ ngày 1 tháng 1 năm 2020). Theo đó, thành lập xã Đồng Môn trên cơ sở xã Thạch Đồng và xã Thạch Môn.
Ngày 14 tháng 11 năm 2024, Ủy ban Thường vụ Quốc hội ban hành Nghị quyết số 1283/NQ-UBTVQH15 về việc sắp xếp đơn vị hành chính cấp huyện, cấp xã của tỉnh Hà Tĩnh giai đoạn 2023 – 2025 (nghị quyết có hiệu lực từ ngày 1 tháng 1 năm 2025). Theo đó:
- Chuyển 11 xã: Đỉnh Bàn, Tân Lâm Hương, Thạch Đài, Thạch Hải, Thạch Hội, Thạch Khê, Thạch Lạc, Thạch Thắng, Thạch Trị, Thạch Văn, Tượng Sơn thuộc huyện Thạch Hà về thành phố Hà Tĩnh quản lý.
- Chuyển xã Cẩm Vịnh và xã Cẩm Bình thuộc huyện Cẩm Xuyên về thành phố Hà Tĩnh quản lý.
- Chuyển xã Hộ Độ thuộc huyện Lộc Hà vừa giải thể về thành phố Hà Tĩnh quản lý.
- Sáp nhập phường Nguyễn Du và một phần phường Trần Phú vào phường Bắc Hà.
- Sáp nhập phường Thạch Linh vào phường Trần Phú.
- Thành lập 4 phường: Thạch Hưng, Thạch Trung, Thạch Hạ, Đồng Môn trên cơ sở 4 xã có tên tương ứng.

Thành phố Hà Tĩnh có 27 đơn vị hành chính cấp xã, bao gồm 12 phường và 15 xã như hiện nay.
Ngày 5 tháng 12 năm 2024, Thủ tướng Chính phủ ban hành Quyết định số 1515/QĐ-TTg về việc công nhận thành phố Hà Tĩnh mở rộng, tỉnh Hà Tĩnh đạt tiêu chí đô thị loại II.
Thành phố Hà Tĩnh có 12 phường và 15 xã như hiện nay.

## Xã hội

### Giáo dục
Trên địa bàn thành phố Hà Tĩnh tập trung nhiều cơ sở giáo dục và đào tạo từ bậc mẫu giáo, tiểu học đến cao đẳng, đại học như:
Đại học, Cao đẳng
- Trường Đại học Hà Tĩnh: Số 447, đường 26 Tháng 3, phường Đại Nài

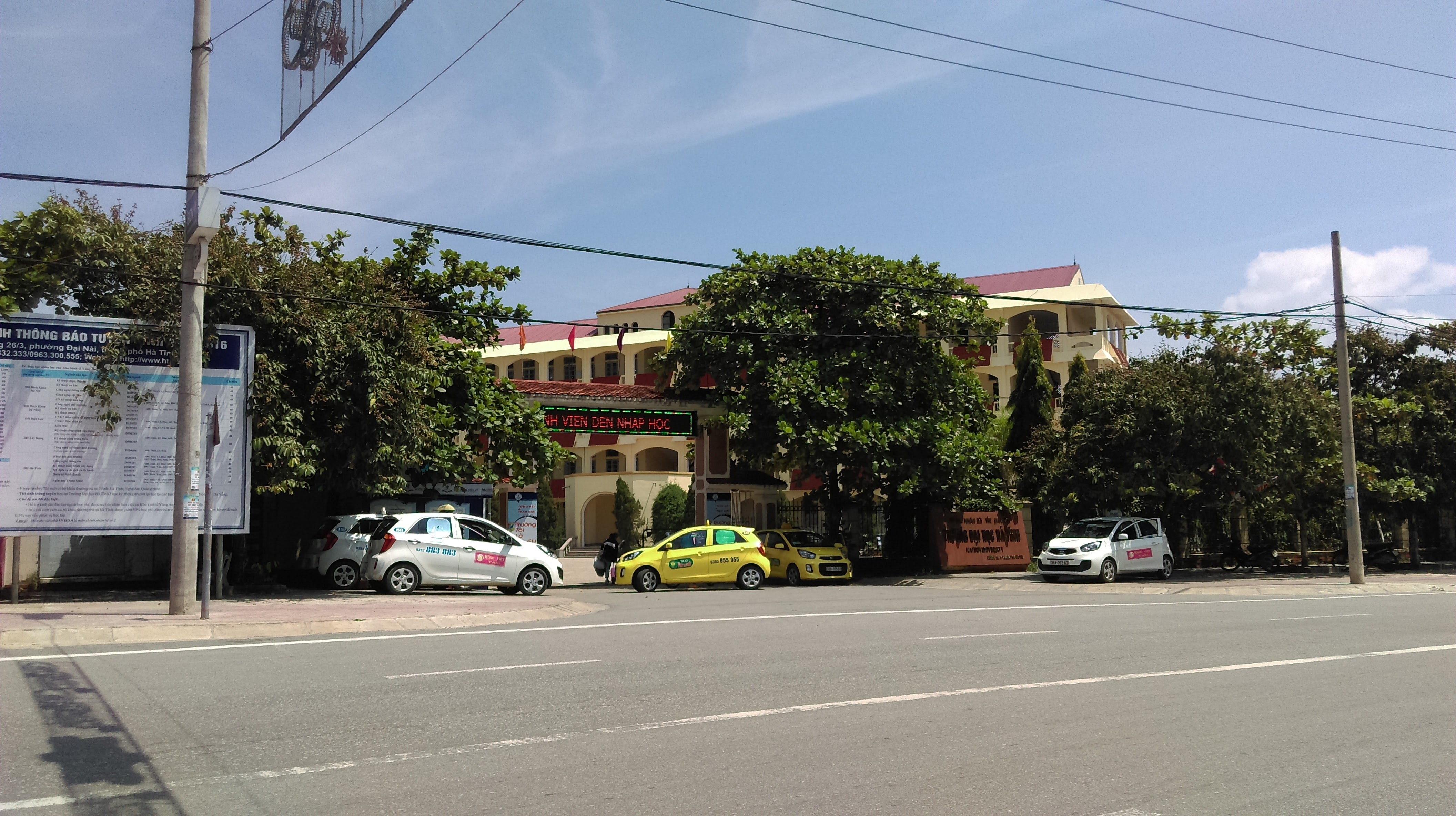
Trường Đại học Hà Tĩnh, cơ sở I

- Trường Cao đẳng Y tế Hà Tĩnh: Đường Nguyễn Công Trứ
- Trường Cao đẳng Văn hóa, Thể thao và Du lịch Nguyễn Du: Khối 4, phhường Đại Nài
- Trường Cao đẳng nghề Việt Đức Hà Tĩnh: 371 Nguyễn Công Trứ, phường Nguyễn Du
- Trường Cao đẳng nghề công nghệ Hà Tĩnh: Số 01, ngõ 455, Trần Phú, phường Thạch Linh.

Trường Trung cấp Nghề
- Trường Trung cấp Nghề Hà Tĩnh (Sở Lao động, Thương binh & Xã hội): 454 Hà Huy Tập, Tp Hà Tĩnh.

Trường Trung học Phổ thông

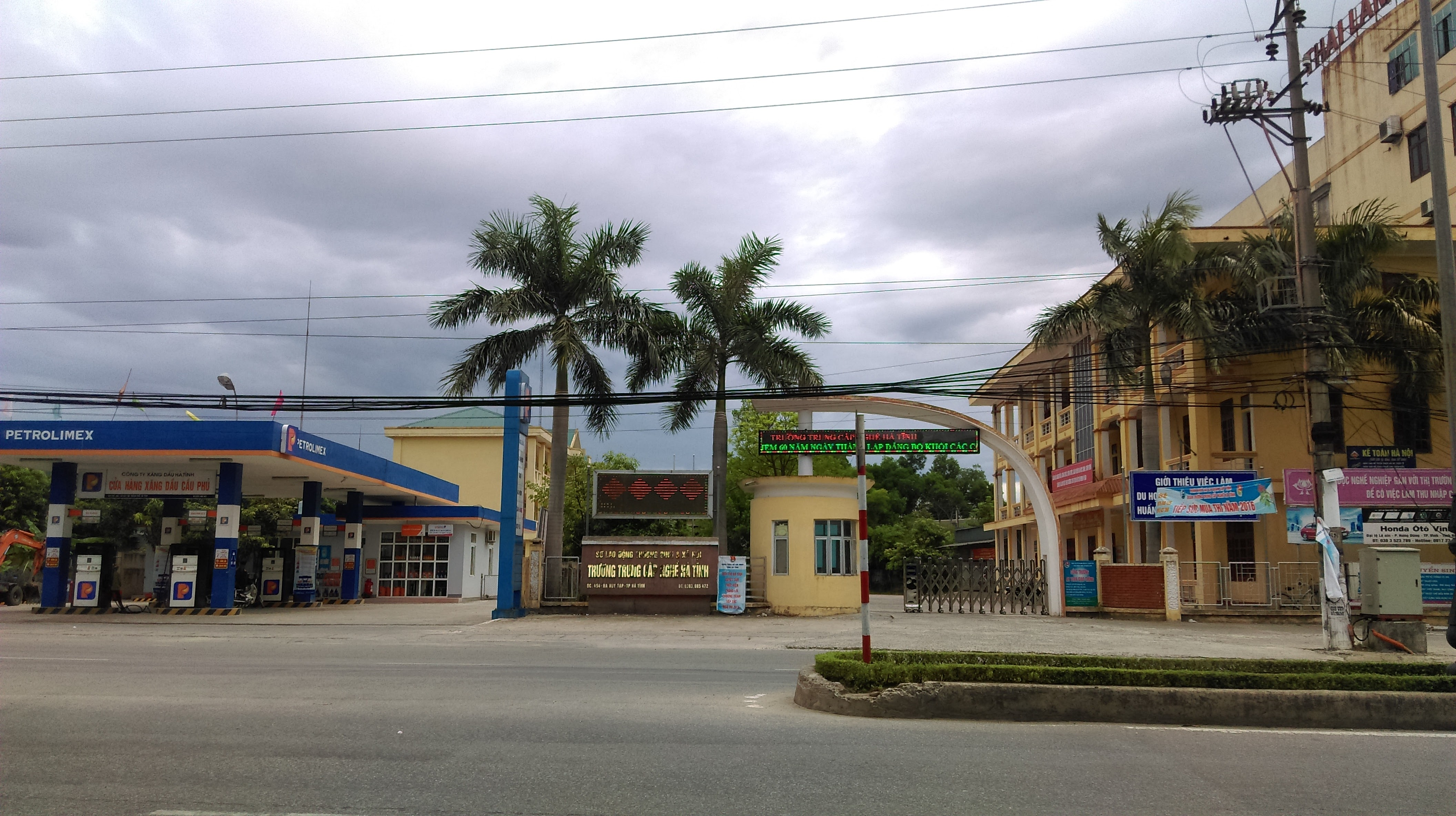

- Trường Trung học phổ thông Chuyên Hà Tĩnh
- Trường THPT Phan Đình Phùng
- Trường THPT Thành Sen.

## Dân số
Tính đến ngày 31/12/2017, toàn thành phố có 28.658 hộ với 202.062 người. Dân số thường trú là 100.313 người. Trong đó nam chiếm 49.365 người, nữ chiếm 50.948 người.
Mật độ dân số đạt 1.774 người/km². Số người trong độ tuổi lao động là 61.893 người. Dân cư chủ yếu sống tại thành phố Hà Tĩnh là dân tộc Kinh (chiếm 95% dân số thành phố). 14,42% dân số theo đạo Thiên Chúa.
Trước khi điều chỉnh, thành phố Hà Tĩnh có diện tích 56,55 km², dân số năm 2023 là 162.747 người, mật độ dân số đạt 2.877 người/km².
Sau khi điều chỉnh, thành phố Hà Tĩnh có diện tích 220 km², dân số năm 2023 là 266.321 người, mật độ dân số đạt 1.210 người/km².

## Văn hóa
- Làng Hà Hoàng, tổng Thượng Thất, huyện Thạch Hà, phủ Hà Hoa, trấn Nghệ An (nay là xã Thạch Hạ, huyện Thạch Hà, tỉnh Hà Tĩnh) là quê hương của dòng họ Vũ Tá nổi tiếng đời nhà Hậu Lê, với các danh tướng: Vũ Tá Đức, Vũ Tá Kiên, Vũ Tá Sát, Vũ Tá Lý, Vũ Tá Dao...
- Làng Phong Phú, huyện Thạch Hà, phủ Hà Hoa, trấn Nghệ An (nay là xã Thạch Khê, huyện Thạch Hà, tỉnh Hà Tĩnh) quê hương của Đông cung tùy giảng thị nội ...Trương Quốc Kỳ, thi đỗ đầu hương cống Khoa thi Quý Dậu (1753). Ông được vua Lê Hiển Tông trao trọng trách dạy Thái tử Lê Duy Vỹ, cũng đồng thời là ông nội Đông Các Đại học sĩ Trương Quốc Dụng. Thị độc học sĩ Trương Quốc Bảo, cha của Đông các Trương Quốc Dụng, Cử nhân quan chủ sự Trương Quốc Quán (con Trương Quốc Dụng), Tiến sĩ Thừa hoa sứ Nguyễn Tôn Tây, Phó bảng Bùi Thố, võ tướng Dương Khuông... Nơi đây đã một thời có giọng hò điệu ví của thôn Nam Khê làm nức lòng người, được Huy chương vàng giải văn nghệ quần chúng tổ chức tại Hà Nội.
- Xã Thạch Hội có làng nghề trống Bắc Thai lâu đời, buôn bán trống khắp các tỉnh thành miền trung và nghề nấu rượu truyền thống.

### Làng nghề
- Nghề muối Hộ Độ - Được thiên nhiên ưu đãi nghề muối đã phát triển rất thịnh vượng.

### Di tích và danh thắng

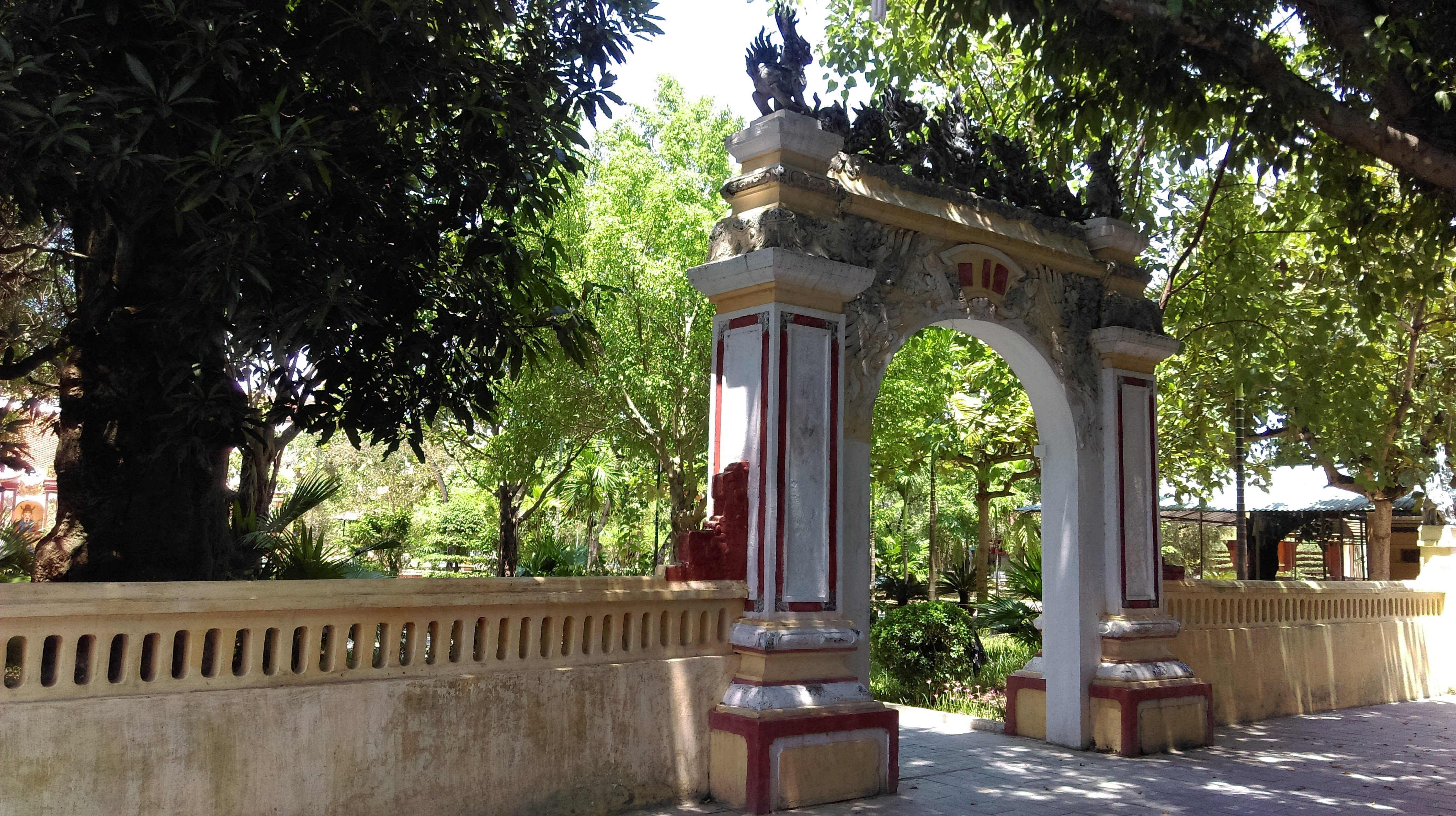

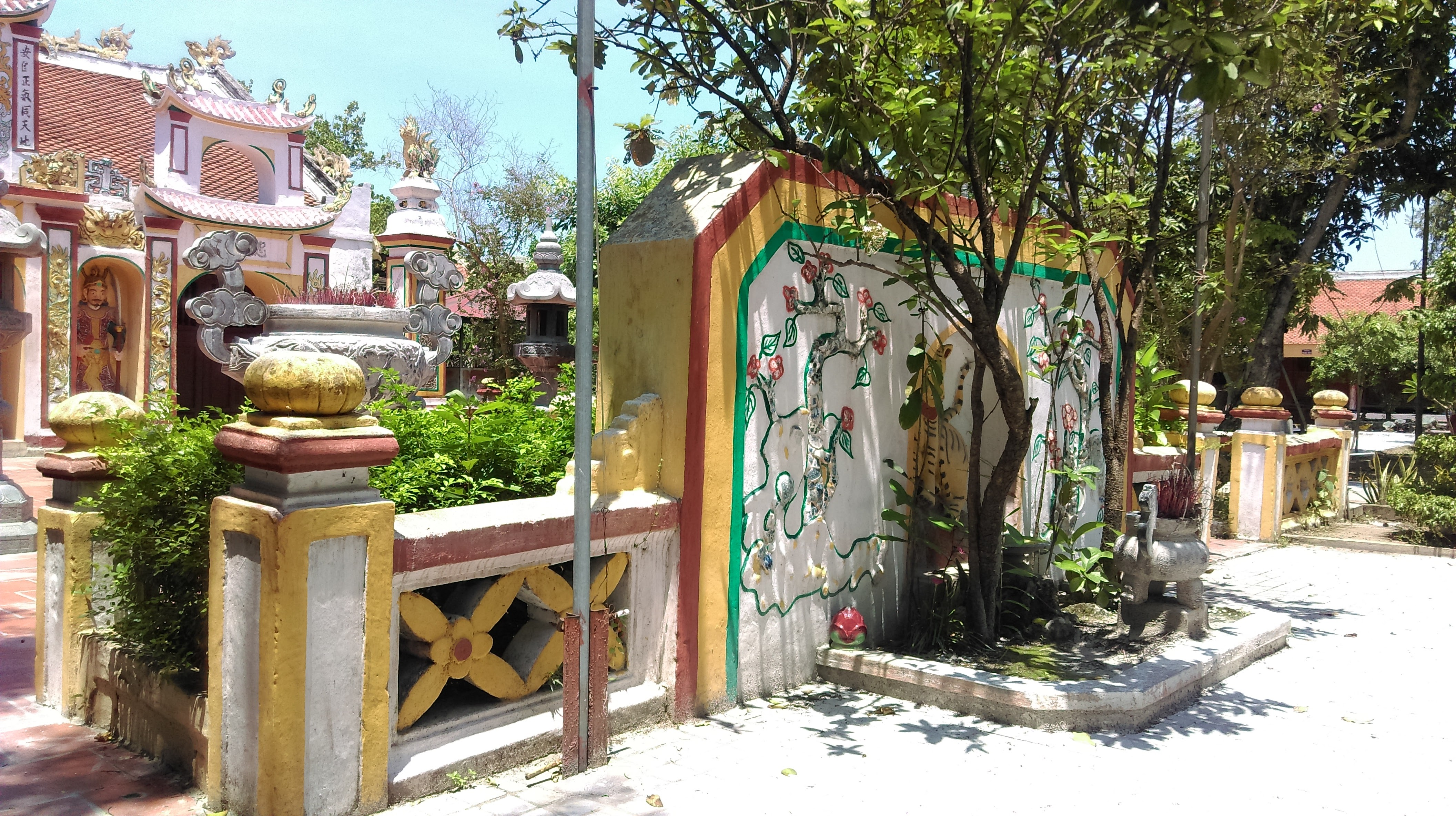

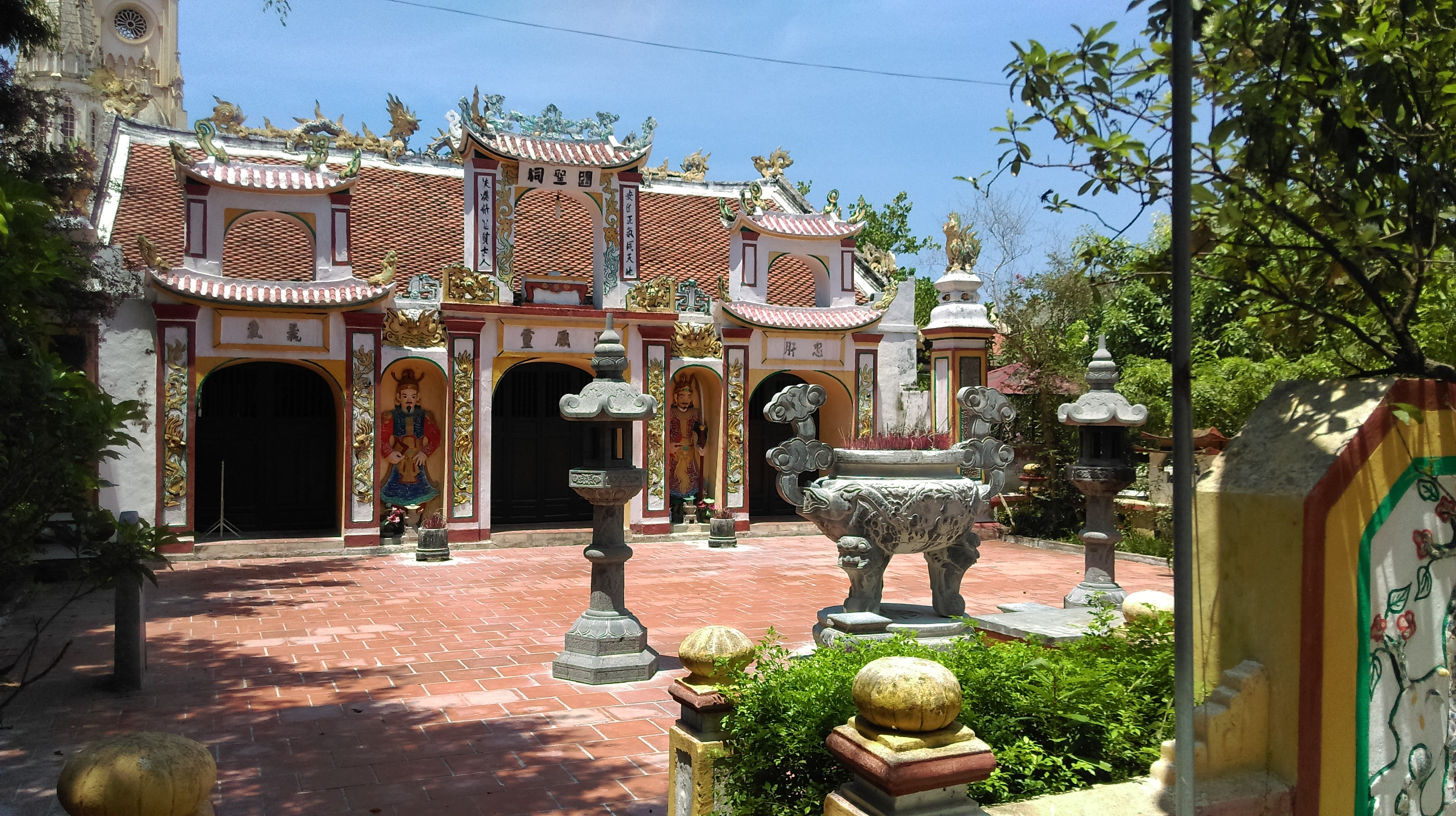

- Đền Võ Miếu (quan thánh).

### Lễ hội truyền thống
- Hội Chay ở chợ Thành phố Hà Tĩnh vào Tết Trung nguyên.

## Du lịch

### Thành Sen - Liên Thành
Đời Nguyễn, năm Minh Mệnh thứ 12 (1831), tỉnh Hà Tĩnh được thành lập trên cơ sở vùng đất phía Nam sông Lam của xứ Nghệ, xã Trung Tiết, huyện Thạch Hà được đặt làm thủ phủ Tỉnh. 

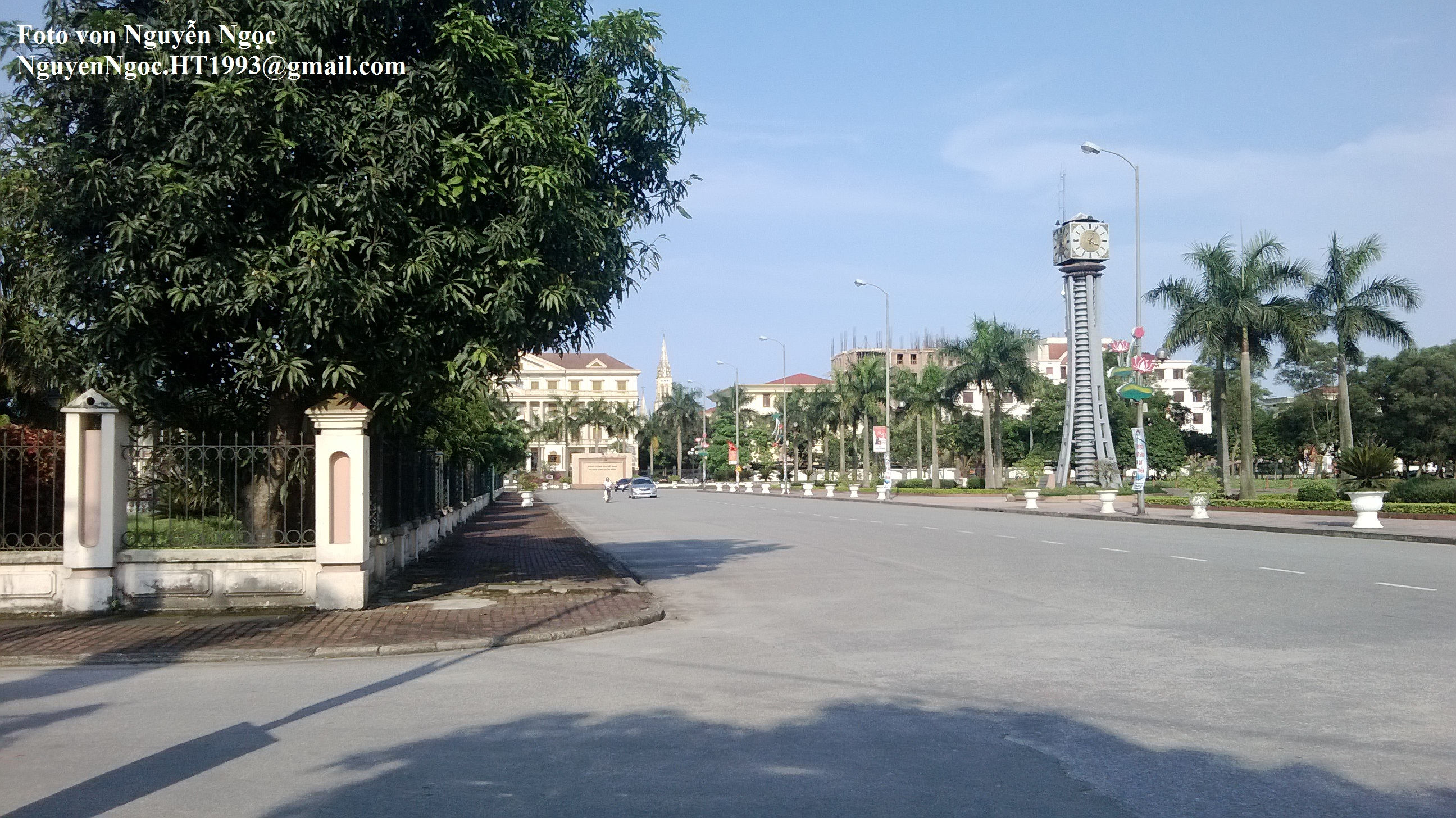
Quảng trường Thành Sen bên trong thành cổ Hà Tĩnh

Năm Quý sửu, Tự Đức thứ 6 (1853), triều đình bỏ tỉnh, lấy phủ Hà Thanh (trước năm 1841 là Hà Hoa) lập đạo Hà Tĩnh. Đạo thành được đặt ở thôn Nài Thị, xã Đại Nài, nguyên lỵ sở huyện Thạch Hà.
Năm 1875, vua Tự Đức cho tái lập tỉnh Hà Tĩnh như trước. Tỉnh thành lại dời về thành cũ ở Trung Tiết.
Năm Nhâm Ngọ, Tự Đức năm thứ 34 (1882) thành Hà Tĩnh mới được xây dựng bằng đá ong. Thành xây theo kiểu Vô-băng (Vauban), một chuyên gia người Pháp được vua Gia Long tin dùng và đã từng thiết kế thành Huế. Xây theo kiểu này Thành có mặt phẳng và gấp khúc theo hình chữ V để có thể đứng trên mặt Thành bắn thẳng xuống chân thành khi bị đối phương áp sát.
Theo sử cũ ghi chép: Chu vi Thành 366 trượng 5 thước 6 tấc (1722,832m), cao 8 thước (3,76m), xung quanh Thành có hào rộng 5 trượng (23,5m) sâu 4 thước (1,88m) chiếm một diện tích gần 134.000 m2, nếu kể cả phía ngoài Hào Thành là 160.000m2. Thành có 4 cửa, các cổng thành xây bằng gạch khá kiên cố. Cổng thành phía nam gọi là cửa Tiền, nằm lệch sang về phía đông, trên cổng có vọng lâu, có treo một quả chuông lớn để điểm giờ gác, do lính khố xanh phụ trách. Cổng phía bắc tên gọi là cửa hậu, nằm lệch về phía tây, cửa này thường đóng kín, vọng lâu trên cổng làm vọng gác nhà lao bên trong. Cổng phía tây tên gọi là cửa Hữu, nằm lệch về phía nam, trên vọng lâu có treo một cái trống lớn, cũng để điểm giờ do lính khố lục phụ trách.Cổng phía đông tên gọi là cửa tả, nằm lệch về phía nam, cửa này đóng kín quanh năm, vì ở phía trong là doanh trại lính khố xanh, phía ngoài là nghĩa địa của người Pháp, con đường chạy thẳng ra Võ Miếu.

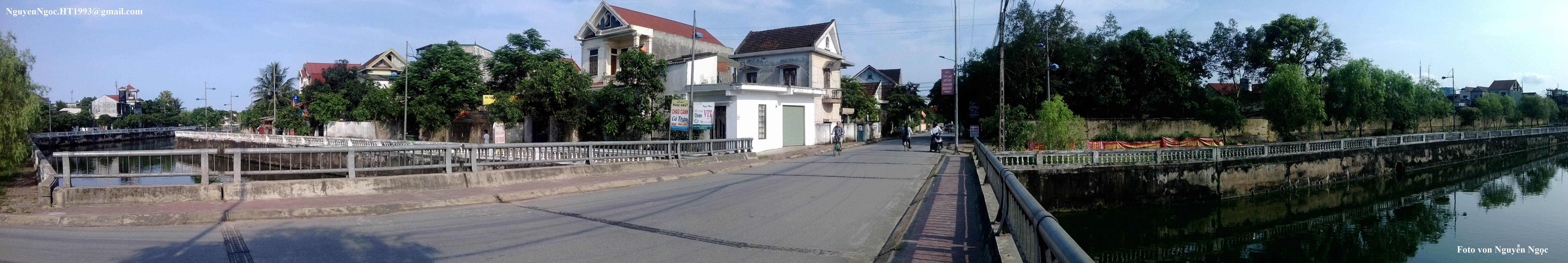
Cổng phía Bắc nay chỉ còn lại cầu Đồng Vinh

Từ các cổng thành có các cầu bằng gạch xây cuốn vượt qua hào thành ra ngoài. Trong thành có ba con đường chính rải đá, đó là những con đường đi trong nội thành thông ra các cửa thành.
Đường thứ nhất từ cửa Tiền thông ra hồ sen, ra nhà lao. Từ cửa Tiền đi vào, bên phải là trại lính khố xanh (Nay là trụ sở Công An Hà Tĩnh), tiếp đến là nhà ở tập thể của gia đình binh lính mà dân thường gọi là trại gái và sau cùng là trại ngựa.
Đường thứ hai nối từ đường nhất ra cửa hữu đi vào phía bên trái có các dinh thự: dinh Tuần Vũ phía trước, tiếp sau là nhà án sát, nhà lĩnh binh. Bên phải là trại lính khố lục, đến sân bóng vừa là bãi tập của lính. Cạnh sân bóng có hành cung, nơi các quan lại tỉnh nhà bái vọng nhà vua những ngày khánh tiết. Trước hành cung có cột cờ, hồ sen và hai khẩu súng thần công. 

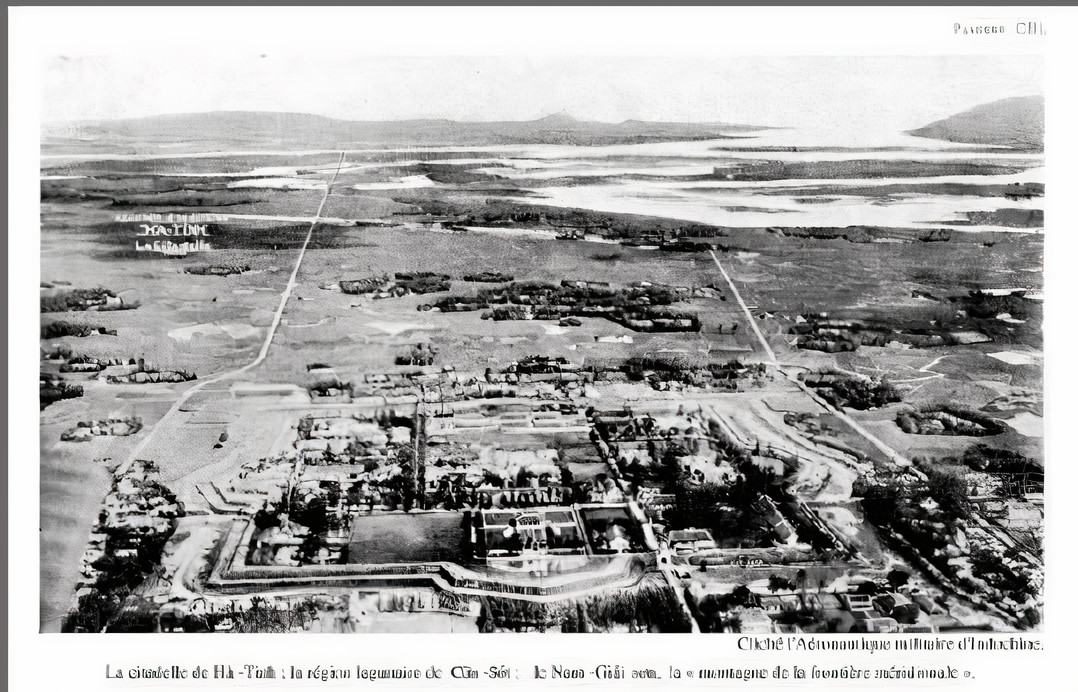
Không ảnh thành cổ Hà Tĩnh hướng nhìn ra Cửa Sót trong tập san "Những người bạn cố đô Huế" ấn hành năm 1936

Đường thứ ba nối từ đường thứ hai ra cửa hậu. Nếu từ cổng thành cửa hậu (cầu Đồng Vinh) đi vào thì bên trái là nhà Lao Hà Tĩnh xây gạch, có tường cao bao bọc, bốn góc có chòi canh, lính khố xanh thay nhau gác mỗi ngày. Trong thành có nhiều hồ nước, hai hồ bán nguyệt trước hành cung và dinh Tuần; bên cạnh dinh Bố chính có hồ Thành, trước nhà Lao có hồ lớn trồng sen, đến mùa hè sen nở rộ, hương thơm toả ngát cả vùng. Do đó người ta còn gọi là Thành Sen.
Ở đây còn có truyền thuyết: xưa kia ở Đạo thành Đại Nài có nhiều sen. Một đêm mưa to gió lớn, người dân địa phương và quan lại tỉnh hết sức ngạc nhiên vì thấy sen mọc đầy trong hào thành. Tỉnh thần cho đó là "điềm lành", bèn tâu xin nhà vua cho dời tỉnh thành về lại Trung Tiết. Từ đó, người ta còn gọi vùng đất này là "Liên Thành" hoặc "Thành Sen".
Có người lại cho rằng kiểu thành Vô - băng trông giống như bông sen tám cánh, nên gọi như thế. Thành Nghệ An (thành Vinh) cũng kiểu Vô - băng nhưng người ta lại cho là giống con rùa nên gọi là Quy thành (Thành Rùa)
Ngày nay, Thành Sen chỉ còn trơ trọn lại nền móng, còn sót lại đoạn hào thành phía tây, phía bắc và phía đông. Riêng đoạn hào thành phía Nam đã bị san lấp. Các công trình như tuần dinh, cột cờ, tường thành đã bị phá hủy hoàn toàn. Khu vực trại lính khố xanh nay là trụ sở Công An tỉnh Hà Tĩnh. Trên nền cũ của dinh Tuần Vũ và hành cung nay là trụ sở của Ủy ban Nhân Dân Tỉnh Hà Tĩnh

### Đạo thành Đại Nài
Bên cạnh Thành Sen là tỉnh lị tỉnh Hà Tĩnh dưới thời nhà Nguyễn, thì trên địa bàn thành phố Hà Tĩnh từng tồn tại thêm 1 thành lũy quân sự cùng thời với Thành Sen là Đạo thành Đại Nài nay thuộc phường Đại Nài. Tuy nhiên, trải qua thời gian và biến thiên của lịch sử, di tích này hiện nay không còn.

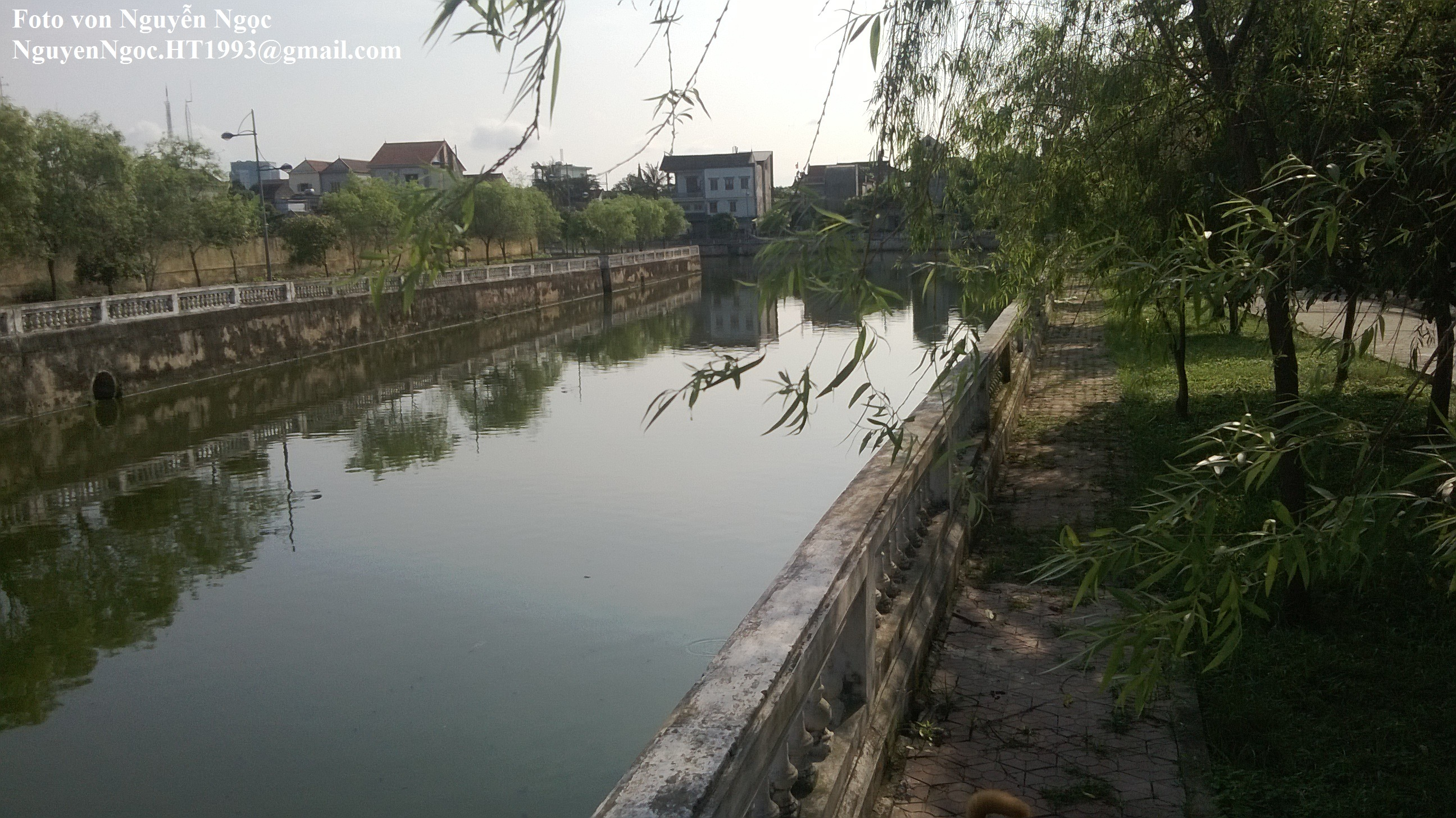
Đoạn hào phía bắc Thành Sen

Bài chi tiết: Đạo thành Đại Nài

### Nhà Lao Hà Tĩnh
Được xây dựng từ sau khi thực dân Pháp đặt chính quyền cai trị trên đất Hà Tĩnh (khoảng năm 1898) cho đến những năm đầu của thế kỷ XX. Theo Hồi ký của cố giáo sư Đặng Thai Mai viết về Nhà lao năm 1908
"... sau bức tường vôi, chỉ có một nhà gạch không to lắm án ngự lấy "cái trại lá", nơi giam tù... gọi là trại lá bởi vì lợp bằng gianh. Tỉnh Hà Tĩnh hồi ấy chưa có nhà giam bằng gạch... đi qua cái sân rộng tới một cái thềm tam cấp rồi đi vào nhà phía sau. Nhà chia làm hai buồng, giữa có một lối vào hẹp, sao tối om và hôi hám thế này..." 
Sau những năm 20, Nhà lao Hà Tĩnh mới được xây cất kiên cố. Nhà Lao gồm sáu nhà gạch xếp thành hai dãy đối diện nhau: Bắc nhất, Bắc nhì, Bắc tam, Nam nhất, Nam nhì, Nam tam (Nam nhì là lao giam tù phụ nữ, Nam tam mỗi lao sáu cái)...
Trước và sau vụ chống thuế năm 1908, ở Hà Tĩnh thực dân Pháp bắt nhiều sỹ phu yêu nước thuộc Hội Duy Tân như: Ngô Đức Kế, Lê Văn Huân, Nguyễn Duy Phương, Phạm Văn Ngôn, Phạm Thản, Võ Tĩnh, Nguyễn Hàng Chi, Trịnh Khắc Lập...giam tại Nhà lao Hà Tĩnh.
Trong những năm 1930 đến 1932, Nhà Lao Hà Tĩnh chật ních tù nhân có lúc "mỗi lao lên tới 125 người, mỗi dãy cùm dài độ 2 m, cùm những 5 người, thường phải thay đổi 3 người nằm thì 2 người ngồi và ngược lại.
Mùa đông người tù áo ướt đẫm mồ hôi, còn mùa hè thì như bị nướng trong lò... mỗi ngày được ra ngoài 5-6 phút để tiểu giải, rửa ráy nếu chậm là bị roi quất vào lưng, vào đầu...
1945 chính quyền cách mạng cho phá dỡ cùng với Thành Hà Tĩnh, có tài liệu cũ để lại cho thấy di tích cổng Thành và Nhà lao vẫn còn gần như nguyên trạng cho tới năm 1957.

### Văn miếu Thành Sen
Theo sách Đại Nam nhất thống chí, Văn Miếu Thành Sen được dựng từ năm Minh Mệnh thứ 14 (1833) ở làng Hoàn, xã Đông Lỗ (nay là phường Thạch Linh) nằm về phía Tây Bắc đạo thành.
Trên thực tế Văn Miếu không còn, song qua khảo sát những gì còn lưu giữ được thì Văn Miếu là nơi thờ phụng đức Khổng Tử, bậc hiền triết sáng lập nên đạo Nho và các học trò của ông. Lúc đầu đầu Văn Miếu chỉ là ngôi nhà gỗ lợp tranh, sau đó được sửa chữa, mở mang dần và trở thành công trình đồ sộ, đẹp đẽ.
 Văn Miếu được phân bố trên một khuôn viên rộng, thoáng mát với diện tích khoảng 2.500 m2, ngoảnh mặt về hướng Đông, cách đường Quan (Quốc lộ 1A ngày nay) 50 m. Đi vào Văn Miếu có cổng tam quan (cổng chính cao khoảng 5m, hai cổng phụ (tả, hữu) cao khoảng 2, 3m đều làm bằng gỗ lim, có nghê đứng chầu, dân địa phương còn gọi là hai cột nanh). Cổng chính thường dành cho quan địa phương, nho sĩ và các vị bô lão, hai cổng phụ dành cho học trò và người dân. Qua cổng tam quan là con đường lát gạch chạy thẳng tới hồ bán nguyệt ở giữa, sau đó theo hai lối tả, hữu đi vào sân rộng và đến Thượng đường. Hồ bán nguyệt thường gọi là hồ Văn Miếu rất sâu, nước trong veo, nắng hạn lâu ngày cũng không bao giờ cạn. Tương truyền Hồ Văn Miếu rất linh thiêng, các cô gái trong làng không ai dám đến đây khi mặt trời đã lặn vì sợ ma quỷ quấy rối. Văn Miếu cũng là nơi thanh tịnh, sạch sẽ, xung quanh trồng cây cối làm hàng rào bảo vệ (chủ yếu là cây tre). Người dân vùng này quan niệm đây là nhà thờ Thánh nên kiêng kị, rất ít khi vào.
Văn Miếu giữ nguyên hiện trạng cho đến năm 1955. Miếu có ba tòa nhà chính, xếp hình chữ "môn" và nhà "túc hậu" (thường gọi là nhà mặc áo) được làm bằng gỗ, nhà 4 mái (2 mái dài, 2 mái ngắn) lợp ngói âm dương, đỉnh nóc đắp nổi hoạ tiết hai con rồng "lưỡng long chầu nguyệt"(hai đầu rồng ngoảnh mặt vào nhau). Các cột trụ ở mỗi gian và các vì kèo trong nhà đều làm bằng gỗ lim, xung quanh các cột tạo hình dáng long, ly, quy, phượng uốn lượn, bay bổng, phóng khoáng, tinh tế. Nền nhà đắp bằng đất cứng cao ráo, trơn, mịn, bằng phẳng có màu đen. Móng nhà được xây bằng đá ong rất chắc chắn. Lên bậc tam cấp vào Ngôi Thượng đường rộng lớn, đẹp đẽ. Thượng đường (nhà chính) giữa có điện thờ chính, phía trên treo bức hoành phi, hai bên là hai câu đối. Điện thờ là nơi đặt Bài vị thờ Chi thánh "Khổng Tử", hai bên là bài vị thờ "Tứ Phối" (Nhan Tử, Tăng tử, Tử tư, Mạnh Tử). Trong hai dãy Tả Vu, Hữu Vu thờ "thất thập nhị hiền" (72 vị hiền triết của đạo nho Trung Quốc) và các vị tiên hiền, tiền bối trong nước và của vùng đất Hà Tĩnh. Nhà chính còn có các pho tượng chạm khắc tinh tế, sơn son thiếp vàng. Trên bệ thờ có rương làm bằng gỗ đựng sắc phong, bài vị. Sau nhà Thượng đường là nhà túc hậu (nhà mặc áo). Tại Văn Miếu trước đây thường diễn ra các lễ tế với nghi thức trang trọng. Đó là lễ tế xuân (tháng 2 âm lịch) và tế thu (vào ngày 15 tháng 8 âm lịch), tức là ngày lễ tế Nho thánh và các vị tiên hiền. Lễ tế rất trang nghiêm do các vị quan đầu tỉnh và các bô lão đứng ra chủ trì, Hội Tư văn đảm nhiệm việc tế. Trước lễ tế, quan địa phương, các vị bô lão khăn đóng, áo dài làm lễ. Sau khi tế có cuộc hội ẩm của quan chức, văn thân hàng tỉnh. Hội Tư Văn là một tổ chức của giới nho sỹ, gồm các nhà khoa bảng, các nhà văn thân tiêu biểu trong tỉnh. Những người đậu đạt cao trước khi nhận ấn tín, mũ áo vua ban thường đến Văn Miếu lễ bái để tỏ lòng biết ơn các vị Nho thánh đã ban cho ân đức, học hành đỗ đạt làm rạng rỡ gia tộc, họ hàng và tự hứa sẽ giữ trọn đạo "Vua tôi". Ngoài tế lễ Văn Miếu còn là nơi tổ chức các kỳ sát hạch học trò toàn tỉnh chọn ra những người giỏi để đi thi Hương. Kỳ thi Hương năm 1919 là kỳ thi cuối cùng, từ đó về sau kỳ sát hạch học trò cũng không còn nữa. Sau Cách mạng Tháng Tám ở Văn Miếu chỉ diễn ra lễ tế xuân đinh, thu đinh và một số hoạt động văn thơ của hội Tư văn.
Năm 1950, toàn bộ hiện vật ở Phương Cần (Cẩm Xuyên) như: tượng Thánh Khổng Tử, bài vị, văn điếu, bia, câu đối đều đem về hợp tự ở Văn Miếu.
Đến năm 1955, sau khi thực hiện công cuộc cải cách ruộng đất, Văn Miếu bị phá dỡ hoàn toàn, một số tượng thờ ở Văn Miếu và các đền chùa trong thành đều hợp tự về Võ Miếu.Trên đất Văn Miếu xưa bây giờ là Trường dạy nghề của Liên đoàn lao động Tỉnh. Qua bao thăng trầm lịch sử, di tích Văn Miếu chỉ còn lại là chiếc lư hương bằng đồng nằm trên nền khu đất cũ.

### Chợ Hà Tĩnh
Chợ Hà Tĩnh là chợ lớn nhất của Tỉnh Hà Tĩnh, chợ được thành lập cùng với thời gian hình thành nên Thành Sen. Chợ nằm phía Tây Nam Thành Sen, ban đầu chờ chỉ là những gian nhà tre lợp tranh. Về sau Chính quyền thực dân Pháp cho mở rộng và xây dựng chợ bằng tường gạch mái ngói 1 tầng.
Thời nhà Nguyễn, niên hiệu Khải đinh, thứ 7 (1922), chính quyền cho đào con sông nối từ sông Rào Cái, cắt từ sông Đò Hà đi ngược lên, ôm gọn khu chợ tỉnh và có nhánh rẽ vào Hào Thành. Con sông Đào này ước tính làm hai đoạn hạ và thượng lưu, cắt ngang bởi chiếc cầu Vồng.
Năm 1999, chợ Hà Tĩnh xảy ra một trận hỏa hoạn lớn, thiêu rụi toàn bộ kết cấu chợ. Vào năm 2001 chính quyền Tỉnh Hà Tĩnh quyết định xây dựng lại chợ Hà Tĩnh với quy mô lớn hơn, và hiện đại hơn như ngày nay.

Trong dân gian còn lưu truyền câu ca:
" chợ tỉnh họp tháng sáu phiên
Trên bến dưới thuyền tấp nập đông vui"

## Danh nhân

### Thời phong kiến
- Hoàng giáp, Quận công Nguyễn Hoành Từ (1536 – 1599):
- Đình nguyên Thám hoa Đặng Văn Kiều(1824 - 1881): người xã Phất Náo, huyện Thạch Hà, nay là xã Thạch Bình.

### Thời hiện đại
- Danh họa Nguyễn Phan Chánh
- Lê Thị Nga: Chủ nhiệm Ủy ban Tư pháp của Quốc hội Việt Nam khóa 14, Ủy viên Ủy ban thường vụ Quốc hội Việt Nam
- Nguyễn Đức Thanh: Bí thư Tỉnh ủy tỉnh Ninh Thuận
- Trần Tiến Hưng: Ủy viên Ban Chấp hành Trung ương Đảng Cộng sản Việt Nam khóa XIII, Phó Chủ nhiệm Ủy ban Kiểm tra Trung ương
- Hoàng Trinh: Giáo sư, Viện sĩ
- Hồ Trọng Ngũ: Giáo sư, Tiến sĩ, Thiếu tướng
- Phan Mạnh Tân: Quán quân Olympia năm thứ 2.

## Thành phố kết nghĩa
- Thành phố Quy Nhơn, tỉnh Bình Định.

## Hình ảnh

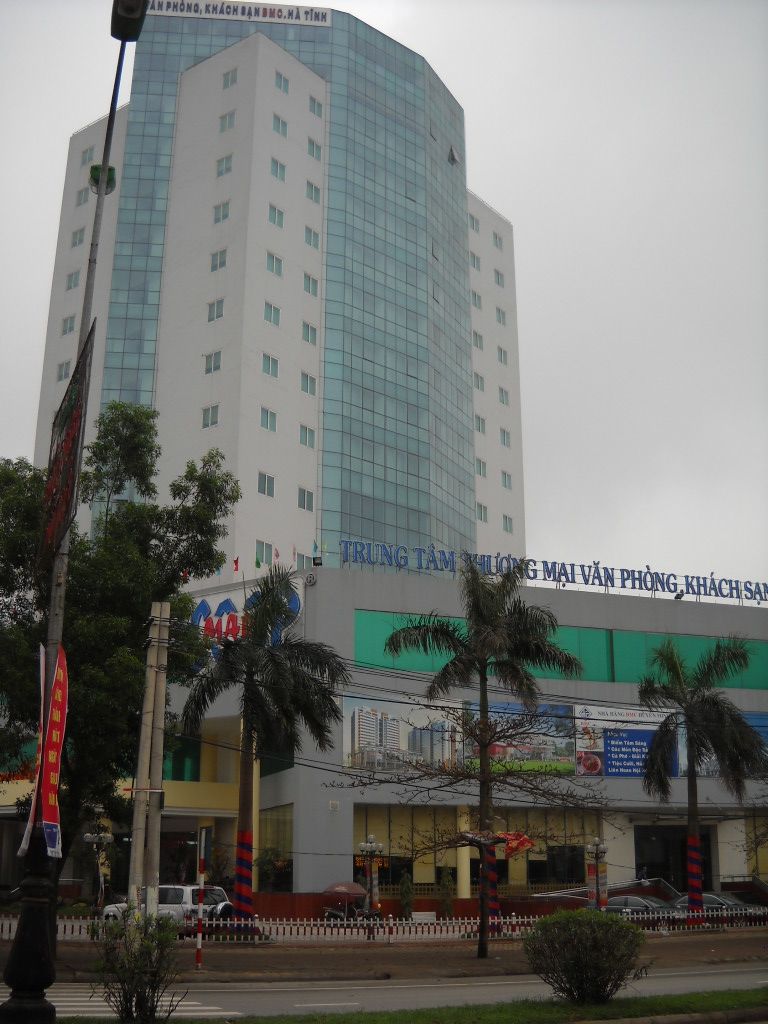
Trung tâm thương mại Hà Tĩnh
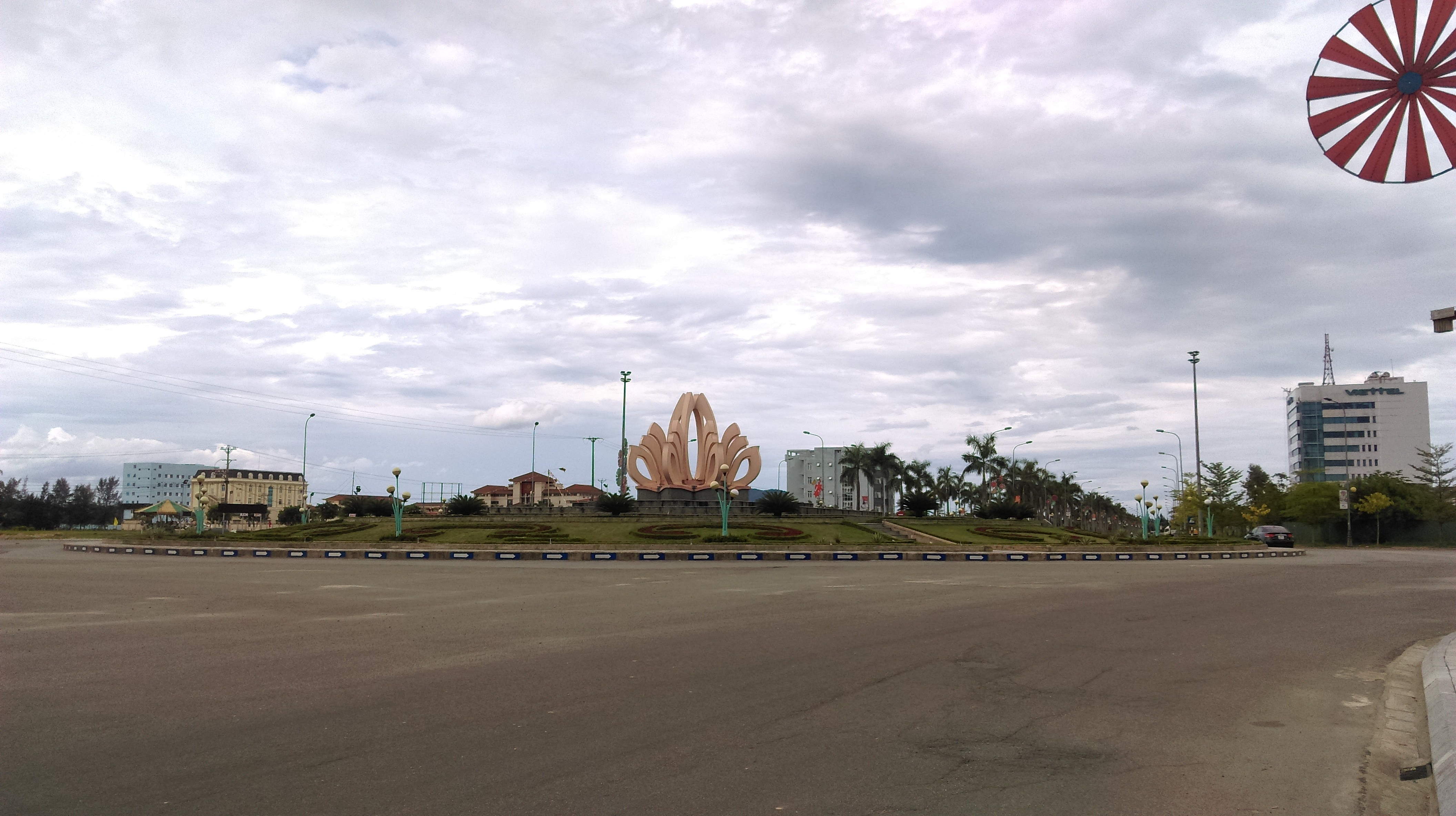
Công viên Trần Phú
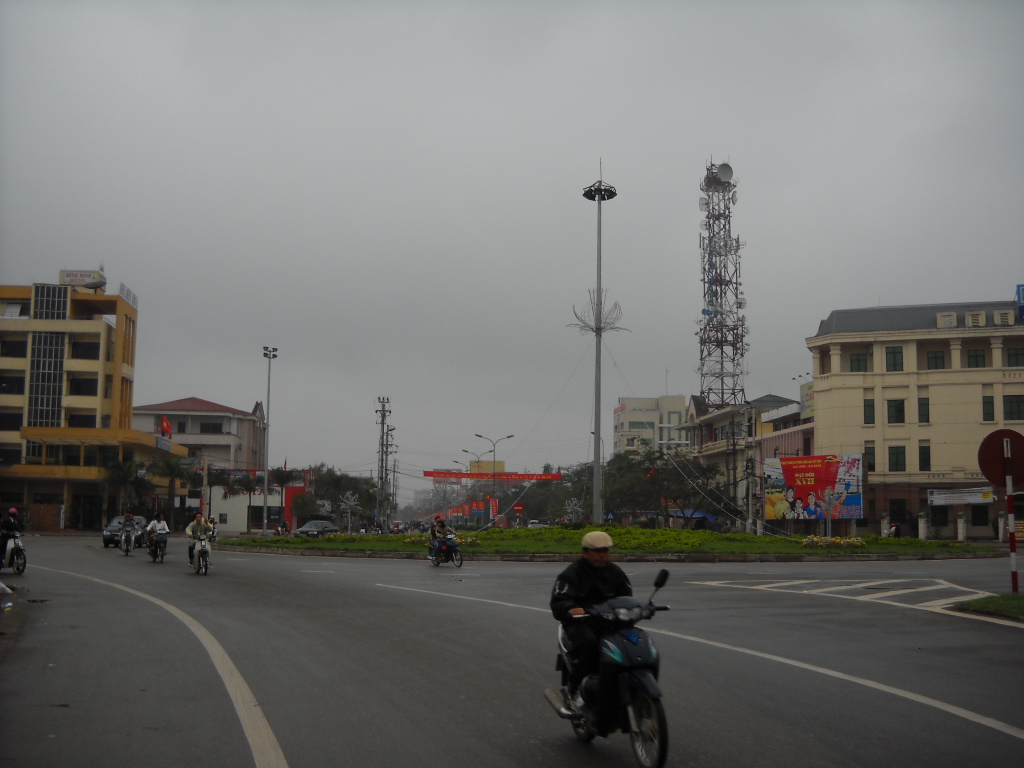
Một góc TP.Hà Tĩnh
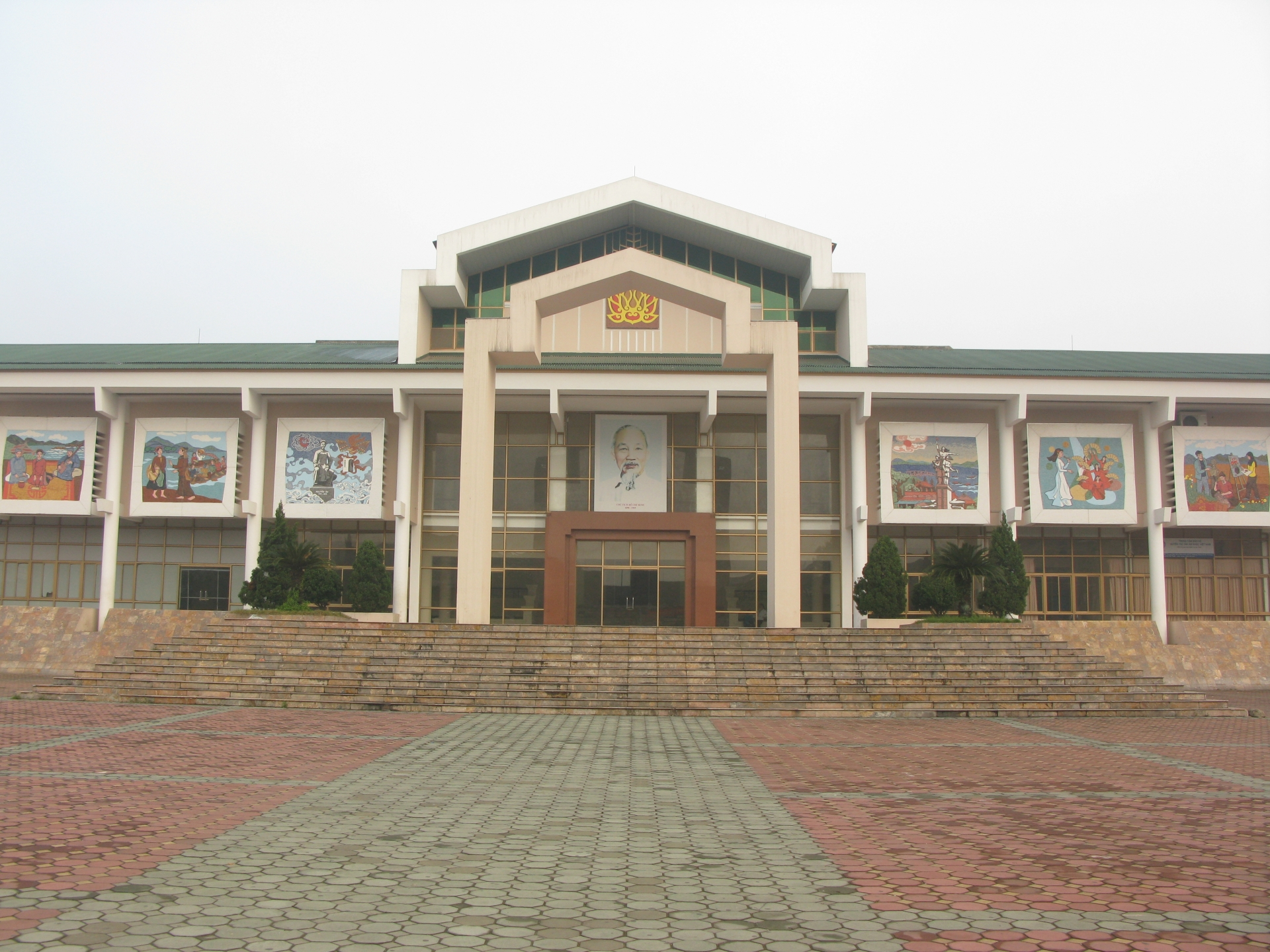
Nhà văn hóa thành phố
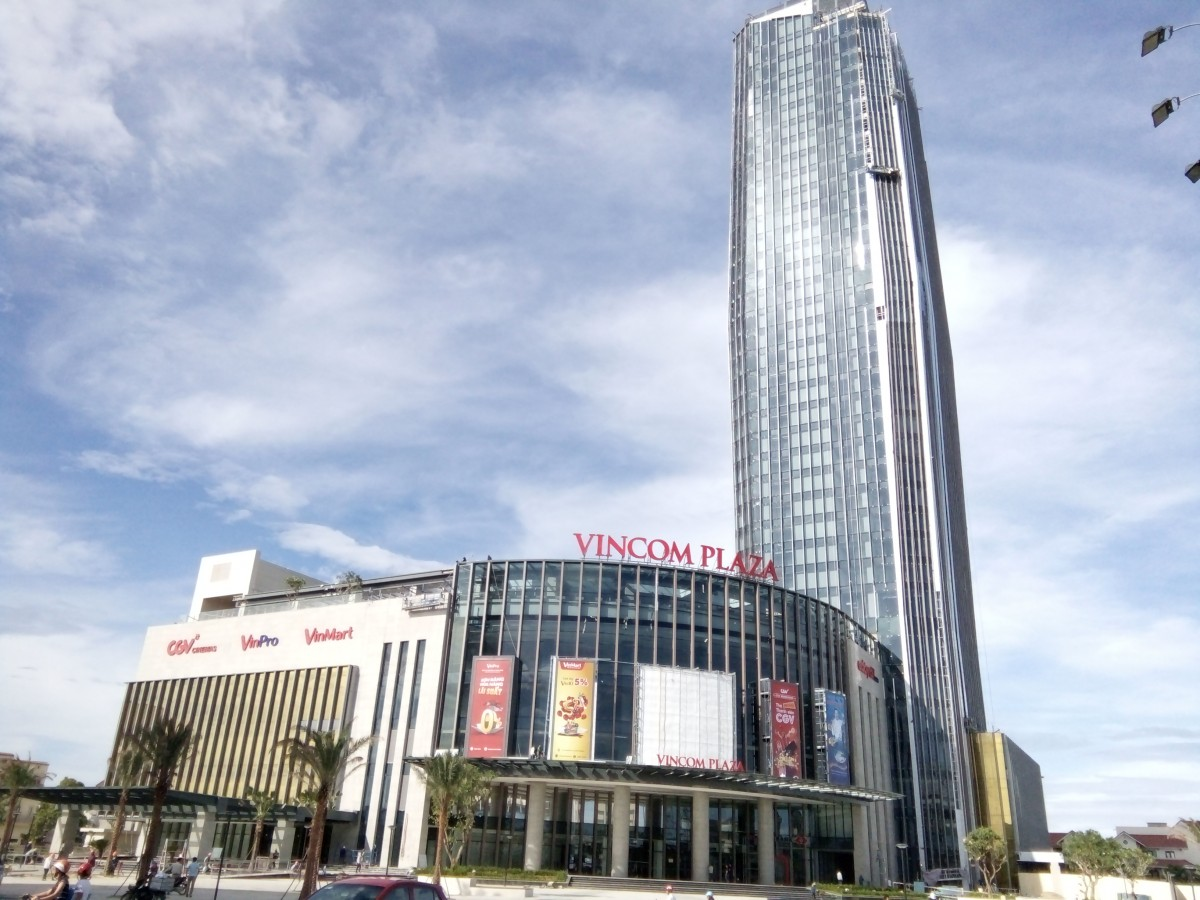
Meliá Vinpearl Hà Tĩnh
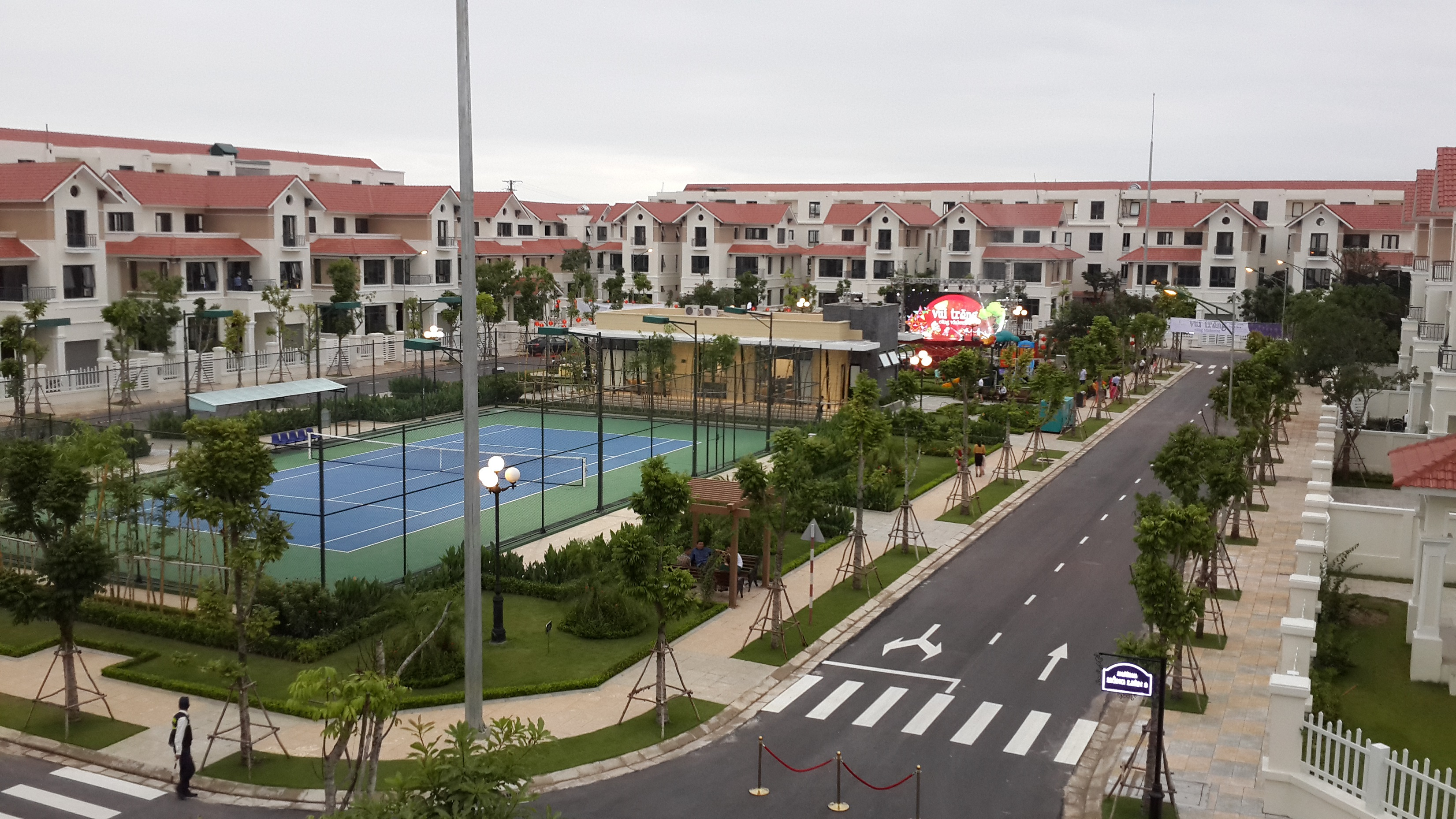
Khu vinhomes Hà Tĩnh
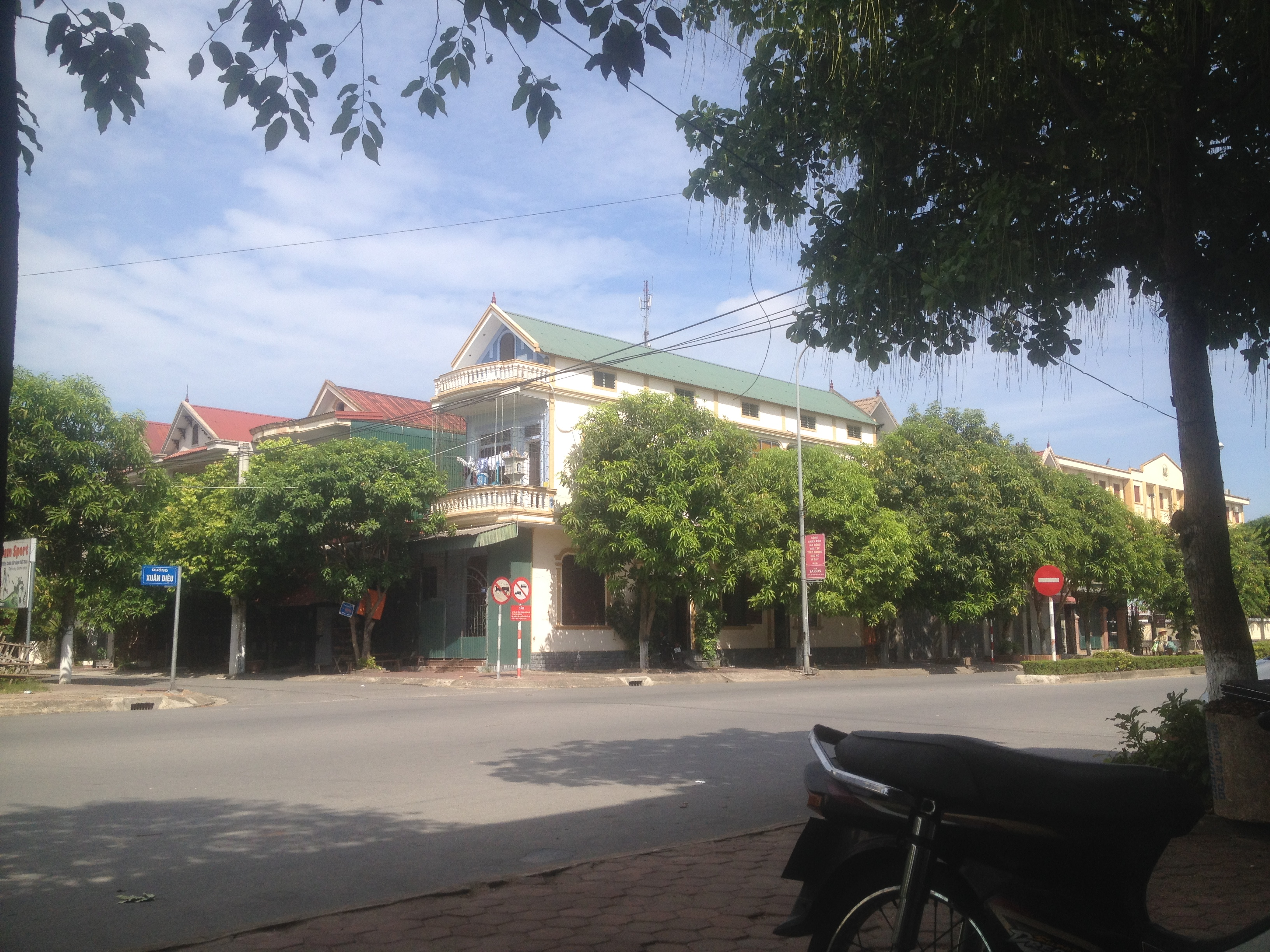
Ngã tư Xuân Diệu - Nguyễn Du Thành phố Hà Tĩnh